# 洛城四部曲
洛城四部曲（英語：L.A. Quartet）是由詹姆士·艾洛伊所寫的四部犯罪小說系列，背景設定在1940年代晚期至1950年代晚期期間的洛杉磯。它們分別是：
- 黑色大理花（The Black Dahlia，1987年）
- 絕命之鄉（The Big Nowhere，1988年）
- 鐵面特警隊（L.A. Confidential，1990年）
- 白色爵士（White Jazz，1992年）

幾個來自洛城四部曲的角色，最知名的Dudley Smith，曾於艾洛伊的1983年小說《Clandestine》中出現，內容發生在1951年及1955年之間，也提及到黑色大理花懸案。

### 真實事件
- 黑色大理花懸案